# 상교정본자비도량참법 권10
상교정본자비도량참법 권10(詳校正本慈悲道場懺法 卷十)은 서울특별시 용산구 삼성미술관 리움에 있는 조선시대의 목판본 불경이다. 1987년 12월 26일 대한민국의 보물 제937호로 지정되었다.

## 개요
자비도량참법은 경전을 읽으면서 죄를 참회하는 불교의식을 말하며, 이를 수행하면 죄가 없어지고 복이 생긴다고 한다. 죽은 사람의 영혼을 구제하여 극락으로 인도함으로써 고통으로부터 벗어나려는 공덕 기원의 뜻을 담고 있다.
이 책은『자비도량참법』이 후대로 내려오면서 착오가 생기고 잘못 전해지자 다시 바르게 교정한 것으로, 10권 가운데 마지막 권인 제10권이다. 닥종이에 찍은 목판본으로, 병풍처럼 펼쳐서 볼 수 있는 형태로 되어있으며, 접었을 때의 크기는 세로 34cm, 가로 14cm이다.
책 첫머리에는 과거 칠불(七佛)과 미래불인 미륵불의 이름과 모습이 묘사된 변상도가 있다. 끝 부분에는 중종 1년(1506)에 신담이라는 사람이 사용하다가 성장에게 전해주었음을 알려주는 기록이 있다.
간행기록이 없어 정확한 간행연도는 알 수 없지만 본문에 쓰여진 태조, 정종, 목종의 휘(諱)인 ‘건(建)’, ‘요(堯)’, ‘송(誦)’자의 마지막 획이 빠져 있어, 고려시대 때 새긴 목판임을 알 수 있다. 그리고 책의 인쇄 상태로 보아서 고려시대에 새긴 목판을 가지고 조선시대에 다시 찍어낸 것으로 추정된다.

## 같이 보기
- 상교정본자비도량참법

## 참고 자료
- 상교정본자비도량참법 권10 - 국가유산청 국가유산포털